# لیلا هویسود
لیلا هویسود (زاده ۲۸ اوت ۱۹۹۶) خواننده و ترانه‌سرا فرانسوی است.

## زندگی‌نامه
لیلا هویسود که اصالتاً اهل ایزیر بود، مدرک لیسانس علوم را به پایان رساند و سپس در استراسبورگ فرانسه به تحصیل در هنرهای نمایشی پرداخت. او با اجرا در خیابان شروع می‌کند. در سال ۲۰۱۴ در فصل 3 The Voice شرکت کرد: La Plus Belle Voix که در آن تعبیر او از Caravane de رافائل آروش مورد توجه قرار گرفته‌است که باعث وقفه در حرفه مدرسه او شد.
در مارس ۲۰۱۷، او اولین مجموعه آهنگ‌های خود را به نام L'ombre منتشر کرد که در بهار ۲۰۱۶ به صورت زنده ضبط شده بود و با همراهی کوین فاوشه همراه بود. در ۹ نوامبر ۲۰۱۸، او آلبوم استودیویی آگوست را منتشر کرد که شروع همکاری سه‌گانه با تیباود سابی (پیانو / درام) و سیلوین پورات (کنترباس / گیتار) بود.
تور آگوست آغازی برای شناخت مردم و صنعت موسیقی است. در ۹ دوره جایزه ژرژ مستکی، در ۷ مارس ۲۰۱۹، لیلا هویسود برنده جایزه مخاطب و جایزه کاتالیز شد. در سال ۲۰۱۹، او همچنین جایزه Coup de Cœur Chanson را از آکادمی Charles-Cros دریافت کرد که در ۲۶ آوریل ۲۰۱۹ در تئاتر پزانانس به عنوان بخشی از جشنواره Printival Boby Lapointe اعطا شد.

## دیسکوگرافی
لیلا هویسود دو آلبوم تولید کرده‌است